# Jenna Cinedrawa
 (août 2018).
Si vous disposez d'ouvrages ou d'articles de référence ou si vous connaissez des sites web de qualité traitant du thème abordé ici, merci de compléter l'article en donnant les références utiles à sa vérifiabilité et en les liant à la section « Notes et références ».
Jenna Cinedrawa est une jeune surfeuse calédonienne, née le 12 décembre 1991 à Nouméa.

## Biographie

### Situation familiale
Jenna est née le 12 décembre 1991 à Nouméa. Son nom est maréen, mais elle et ses parents, métis des îles, ont toujours vécu à Bourail. Sa mère Nathalie était une surfeuse très réputée en Nouvelle-Calédonie car elle a été l'une des premières à y pratiquer. Elle a commencé à 17 ans, puis a transmis au fur et à mesure sa passion à sa fille[réf. nécessaire].

### Débuts
Elle commence le surf en quatrième à 13 ans, au collège public de Bourail avec la classe surf du collège qui dura 2 ans. La pratique se faisait le mercredi après-midi. Après le collège, elle entre dans le lycée Jules Garnier à Nouméa mais aussi au Gouaro Surf Club. Elle était souvent la seule fille du groupe et donc faisait les compétitions avec les garçons qui surfaient, ce qui était encore plus palpitant pour elle de pouvoir se confronter à eux. Elle surfait tous les week-ends avec ses amis, et même parfois l'après-midi après les cours. Jenna avait beaucoup de facilités pour surfer, car la famille habitait à la Roche Percée (un des seuls spots de surf en Nouvelle-Calédonie) et avait aussi un bateau[réf. nécessaire].

### Compétitions

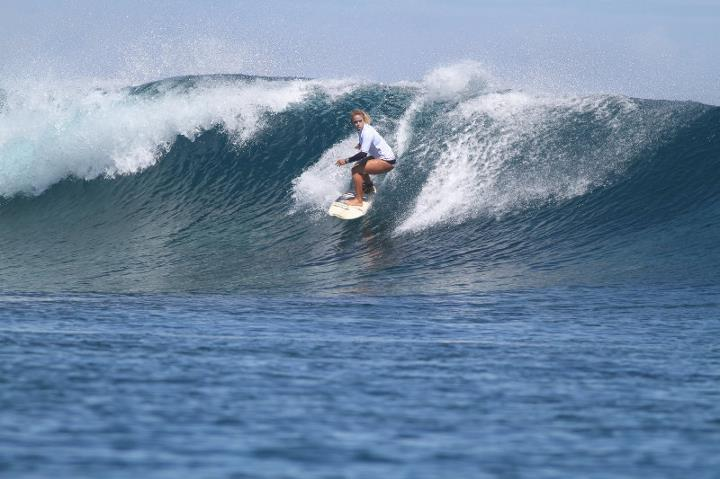
Jenna Cinedrawa en 2011

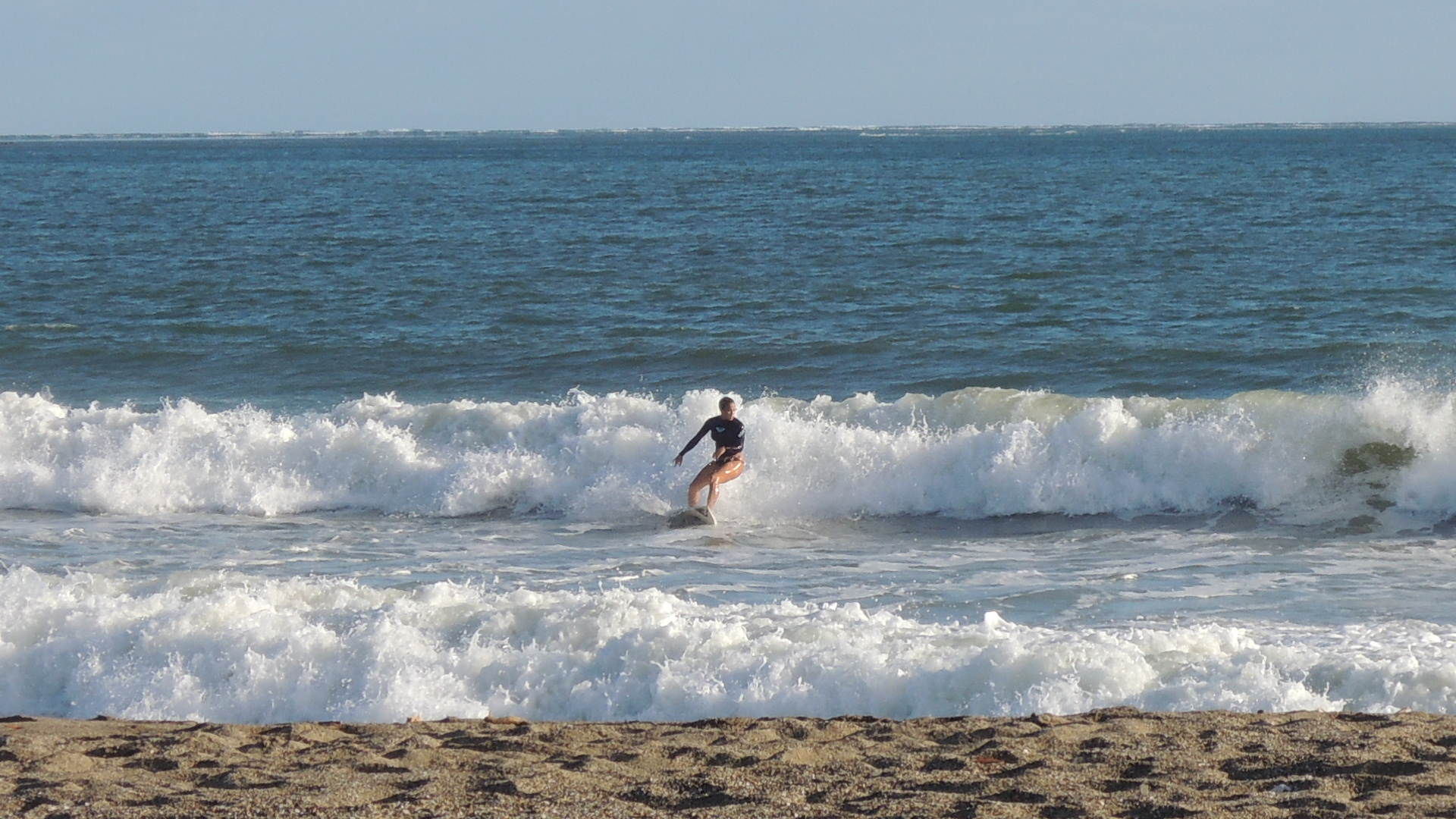
Jenna Cinedrawa en 2012

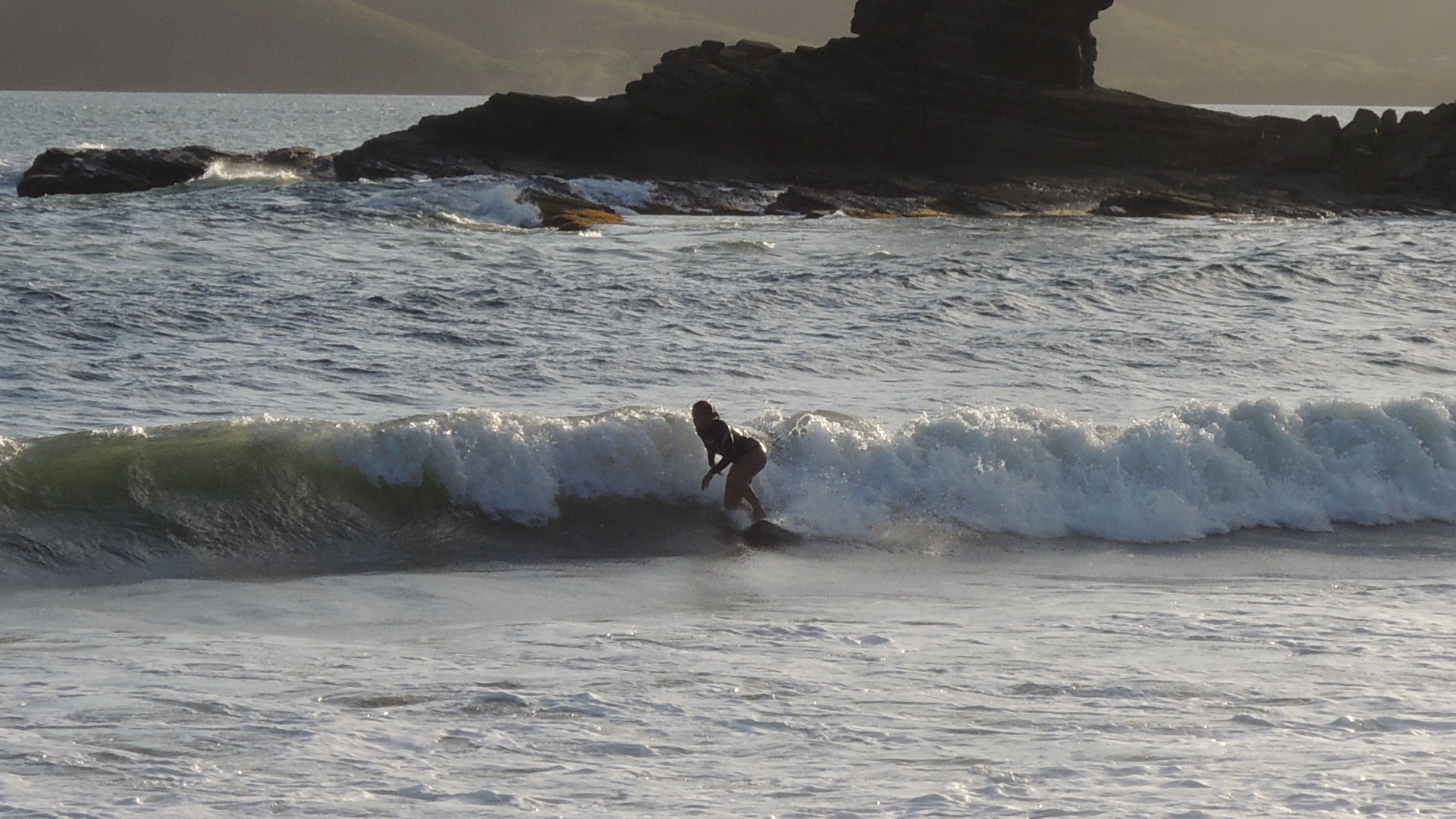
Jenna Cinedrawa en 2012

#### Océania 2007
La compétition se déroule en Nouvelle-Calédonie, Jenna termine quatrième.

#### Océania 2008
La compétition se déroule à Tahiti et regroupe les meilleurs surfeurs d’Océanie. Jenna termine de nouveau quatrième après 2007. Elle raconte: « Cette année-là, on avait une super équipe, c’était du tonnerre ! On n’a pas tous fait des résultats, mais on a eu de bonnes vagues, on a été bien accueillis, c’était un bon trip ! ».

#### Jeux du Pacifique 2007
Jenna participe à ses premiers Jeux du Pacifique en 2007 aux Samoa à Apia, la capitale. Elle fut la porte-drapeau et la plus jeune sportive de la délégation calédonienne des "Cagous". Elle remporte une médaille de Bronze. « J'avais un surf très moyen mais c'était une bonne expérience. »

#### Championnats de France 2010
Jenna raconte: « C'était dur car on m'a envoyée toute seule là-bas sans coach ni personne. En plus c'était mon premier voyage en France. Mais j'avais la plage à 5 minutes. J'ai fini neuvième sur 19, le niveau est très élevé. J'ai mis trois semaines à m'adapter aux vagues de plage, qui sont différentes de nos vagues de récif. Et l'eau est froide, à 2 degré le matin ! Je pense que je peux progresser. »

#### Jeux du Pacifique 2011
En 2011, Jenna participe à ses deuxièmes jeux après ceux d'Apia en 2007, mais cette fois à domicile. Les épreuves de surf se déroulent vers la commune de La Foa, dans la Baie de Ouano.
Jenna remporte son duel en demi-finale face à la fidjienne Kimberley Bennett et est donc assurée de la deuxième place. Elle dispute la finale face à Patricia Rossi. Jenna, avec un style puissant et agressif, gardera le contrôle de la finale devant la très expérimentée Patricia Rossi qui réussira à se rapprocher de la jeune Calédonienne. Jenna prendra l’or grâce à son choix de vagues, à sa rame puissante et surf agressif avec des gros carves et floaters. Jenna l'emporte à un point et demi d'écart et du coup, stoppe la domination tahitienne dans cette épreuve qui voyaient souvent Tahiti montés sur la première marche du podium. Jenna rafle la médaille d'or tandis que ses coéquipiers Jordan David et Rémy Darkis remportent une médaille d'argent.
Jenna raconte : « Ma victoire m'a autant surpris que les autres car ce sont tout le temps les Tahitiennes qui gagnent. Patricia Rossi est très forte, je venais de battre la Fidjienne et j'étais assurée de la deuxième place. J'y suis allée cool, je me suis dis que je n'avais rien à perdre. En plus je connassais bien le spot. C'est elle qui devait être stressée. Cela s'est joué à peu, un point et demi. Mon entraineur et les Calédoniens étaient encore plus contents que moi. C'était l'euphorie, mais ça ne m'a pas empêché de retourner à l'école mi-septembre ! En tout cas, ça m'a prouvé que j'avais fait des progrès. »

## Palmarès
- 2007 -  Médaille de bronze aux Jeux du Pacifique Sud de 2007[4]
- 2011 -  Médaille d'or aux Jeux du Pacifique de 2011[5],[6]
- 2018 - Championne de la 4ᵉ édition de la Coupe de France[7]

## Club et sponsor
Jenna fait partie du club Gouaro Surf Club basé à la Roche Percée et qui doit son nom à la Baie de Gouaro. Son sponsor est Roxy depuis 6 ans[Quand ?].